# Olivia MacDonald
Olivia MacDonald (* 21. Januar 1996 in Piopio) ist eine neuseeländische Beachvolleyball- und ehemalige Volleyballspielerin. Sie wurde neuseeländische Meisterin sowohl in der Halle als auch im Sand.

## Karriere

### Karriere Halle
Die auf der Nordinsel des Pazifik-Staats geborene Sportlerin startete ihre Karriere auf der Girls High School in New Plymouth. Sie gehörte in den vier Jahren ihrer Schulzeit zu den besten Spielerinnen ihres Teams und war in den letzten beiden Spielzeiten die Kapitänin. Sie hielt die NCEA-Schulrekorde aller drei Level. Als Mittelblockerin wurde sie in die U17-Indoor-Nationalmannschaft berufen und war deren wertvollste Spielerin. Anschließend wechselte sie auf die University of Arizona und konzentrierte sich zunächst auf die Karriere im Sand. Nach dem Studium fuhr sie zweigleisig. In der Halle schloss sie sich den Harbour Raiders an, mit denen sie 2019 neuseeländische Meisterin wurde. Ihre letzte Saison in der Halle endete 2021 mit dem Abbruch der Spielzeit wegen der COVID-19-Pandemie.

### Karriere Beach
Im Sand war die junge Athletin zunächst ebenso aktiv wie in der Halle. Auch im Beachvolleyball wurde sie zu U17 Zeiten MVP ihres Heimatlandes, dies gelang ihr noch einmal zwei Jahre später als Juniorin. Ab 2015 stand sie für das Wildcatsteam der Universität in Tucson am Netz. Als Freshman gelangen ihr mit ihrer Partnerin dreizehn Siege bei nur einer Niederlage. Als Sophomore reichte es mit Sam Manley immer noch zu einer 16:8 Bilanz. Die Neuseeländerin wurde im gleichen Jahr ins Pac-12 All-Academic Team gewählt. In der folgenden Saison gelang noch einmal eine positive Bilanz. Mit Olivia Hallaran reichte es zu fünfzehn Spielgewinnen. Demgegenüber verloren die beiden Wildkatzen dreizehn Spiele. In der Senior-Spielzeit war die junge Sophomore Natalie Anselmo die Partnerin von MacDonald. Nach vierzehn Siegen und sechs Niederlagen endete die Zeit in Arizona für die Blockspielerin.
Ab August 2018 war sie mit  Francesca Kirwan auf den Beachvolleyballfeldern dieser Welt unterwegs. Die beiden erreichten die Runde der besten sechzehn Teams bei den Asienmeisterschaften und drei Mal in Folge das Viertelfinale bei Ein-Stern-Veranstaltungen der FIVB. Ein Jahr später standen sie in Budapest in der Vorschlussrunde bei einem Turnier dieser Kategorie. In der gleichen Spielzeit gewannen sie die neuseeländische Meisterschaft. 2020 und 2021 erreichten sie ebenfalls das Endspiel der New Zealand championships und standen bei weiteren nationalen Wettbewerben auf dem Podest. Anschließend trennte sich das Duo und Olivia MacDonald startete mit Julia Tilley in die neue Saison. Heraus sprangen dabei ein Sieg und zwei weiteren Finalteilnahmen bei der nationalen Tour sowie ein Achtelfinalplatz bei einem Future. An der Seite von Jasmine Pepi-Milton beendete die im Waitomo District geborene Sportlerin das Jahr. Mit Alaina Chacon und wiederum Julia Tilley gelangen 2023 ein Sieg und drei weitere Finalteilnahmen bei der Beachserie im Heimatland der Athletinnen sowie das Erreichen des Endspiels beim Mount Maunganui Future. Ab Juni des gleichen Jahres entschieden sich Olivia MacDonald und Alice Zeimann zur Zusammenarbeit, nachdem sich deren Standardpartnerin Shaunna Polley verletzt hatte. Das neu gebildete Beachpaar stand im Viertelfinale der Asienmeisterschaften und überstand die Qualifikation beim Elite16 in Hamburg. 
Anfang 2024 startete MacDonald mit Kiana Stevenson und belegte mit ihr den geteilten fünften Rang beim Future in Australien. Nach einer weiteren kurzen Episode mit Danielle Quigley und dem Bronzerang bei den AVC Continental Cup Finals wechselte die Auckländerin noch im November der gleichen Saison zu Shaunna Polley. Das Duo stand gleich beim ersten Wettkampf in der Runde der letzten Acht bei den kontinentalen Titelkämpfen. Beim Challenge in Haikou wurden die Neuseeländerinnen Dreizehnte, ehe sie im neuen Jahr ihren ersten gemeinsamen Sieg bei der Beachtour ihres Heimatlandes erkämpften. Dem folgte ein weiterer Erfolg bei der asiatischen Turnierserie und gleich darauf der Gewinn des Futures in Nuvali. Ihr bis zu diesem Zeitpunkt wertvollstes internationales Resultat als Team gelang ihnen beim Challenge in Alanya im Juni der Saison. Nach dem Spielgewinn in der ersten und der Niederlage in der zweiten Qualifikationsrunde wurden sie als Lucky Loser für den Hauptwettbewerb zugelassen. Den zweiten Platz im Pool sicherten sie sich durch den Sieg über die Ukrainerinnen Hladun / Lasarenko. In der ersten Hauptrunde gewannen sie die Revanche gegen die Deutschen Linda Bock / Louisa Lippmann, gegen die sie in der Vorausscheidung noch verloren hatten. Dieses Resultat sicherte ihnen den geteilten neunten Rang im Abschlussklassement.

## Auszeichnungen
- Wertvollste Spielerin der U17-Nationalmannschaft Neuseelands
- Wertvollste Spielerin Neuseelands U17 Beachvolleyball
- Wertvollste Spielerin Neuseelands U19 Beachvolleyball

## Privates
Olivia ist die Tochter von Hamish and Donna Macdonald. Sie wuchs auf einem Bauernhof in Piopio auf. In der Girls High School in New Plymouth spielte sie neben Volleyball auch noch Basketball, Cricket, Feldhockey und Netball. In den Vereinigten Staaten studierte sie Betriebswirtschaftslehre.